# Julia Ormond
Julia Karin Ormond (Surrey, Inglaterra, 4 de enero de 1965) es una actriz británica, reconocida por sus interpretaciones en las películas Leyendas de pasión (1994), First Knight (1995) y Sabrina (1995).

## Biografía
Es hija de Josephine, una técnica de laboratorio, y de John Ormond, un corredor de bolsa. 
Estudió Arte Dramático en la Webber Douglas Academy of Dramatic Art de Londres.
En 1989, se casó con el actor Rory Edwards; sin embargo, la pareja se divorció en 1994. En 1999, se casó con el activista político Jon Rubin. La pareja tuvo una hija, Sophie Rubin (2004). Se divorciaron en 2008.

## Carrera
Entre sus más destacados trabajos en teatro figuran El ensayo, Cumbres Borrascosas, El Crisol, y la obra de Christopher Hampton Fe, Esperanza y Caridad, por la que recibió en 1989 el Premio que concede la Asociación de Críticos Dramáticos de Londres a la mejor actriz revelación.
De sus trabajos para televisión, hay que destacar Traffik, con la que ganó un Premio Emmy, cuatro Premios BAFTA, tres premios FIPA y el premio Banff a la Mejor Serie Dramática. Por su labor en Young Catherine, fue premiada en 1992 con una nominación al Premio Gemini que otorga cada año la Academia de Cine y Televisión de Canadá. Al lado de Robert Duvall, protagonizó Stalin (1992), ganadora de tres Globos de Oro y cuatro Premios Emmy. En 1995, fue elegida como la Estrella Femenina del Mañana por la NATPE.
En la gran pantalla, Julia Ormond ha trabajado hasta la fecha con los más importantes directores y actores. Su filmografía comprende películas tan recordadas y taquilleras como Leyendas de pasión (1994), de Edward Zwick, con Anthony Hopkins, Brad Pitt y Aidan Quinn; El primer caballero (1995), de Jerry Zucker, con Sean Connery y Richard Gere; Sabrina (1995), de Sydney Pollack, con Harrison Ford y Greg Kinnear; y La señorita Smila y su especial percepción de la nieve (1997), de Bille August, con Gabriel Byrne, Richard Harris y Vanessa Redgrave.
En la década siguiente, vio su carga de trabajo reducida, aunque siguió participando en películas de prestigio de directores como Nikita Mikhalkov o David Lynch. En el 2008, apareció en la película Che Part 1: The Argentine, de Steven Soderbergh, donde interpretó a la reportera Lisa Howard. Ese mismo año se unió al elenco de la película española de Antonio del Real La conjura de El Escorial, donde dio vida a la legendaria Princesa de Éboli, enemiga de Felipe II. También interpretó a Caroline Fuller, la hija de Benjamin Button y Daisy Fuller, en la película The Curious Case of Benjamin Button.
En el 2012, apareció como invitada en la serie Mad Men, donde interpretó a Marie Calvet, la esposa de Emile Calvet (Ronald Guttman) y madre de Megan Calvet-Draper (Jessica Paré), hasta el 2013.
En el 2013, se unió al elenco principal de la serie Witches of East End, donde interpretó a la bruja Joanna Beauchamp, la hermana de Wendy Beauchamp (Mädchen Amick) y madre de Freya Beauchamp (Jenna Dewan-Tatum), Ingrid Beauchamp (Rachel Boston) y Frederick Beauchamp (Christian Cooke).
El 17 de febrero de 2017, se anunció que se había unido al elenco de la miniserie Howards End, donde interpretaría a Ruth Wilcox, la esposa de Henry Wilcox (Matthew Macfadyen), quien muere de forma inesperada.

### Compañía de producción
Julia es propietaria de una compañía de producción independiente llamada Indican Productions, con sede en Nueva York. 
Ha sido productora ejecutiva del documental Calling the Ghosts, el cual se relata la tortura de dos mujeres musulmanas durante la Guerra de los Balcanes. Este magnífico trabajo fue galardonado con el Premio Néstor Almendros en 1996 en el Festival de Cine de Derechos Humanos; fue seleccionado para los festivales de Toronto y Berlín, ganador del Premio Cable Ace al Mejor Documental; recibió el Premio Robert F. Kennedy, el premio National Academy of Television Arts and Sciences y el Premio Emmy, entre otros.

## Activismo
Julia Ormond ha sido activista en la lucha contra la trata de personas desde mediados de la década de 1990. Se ha asociado con la Oficina de Naciones Unidas contra la Droga y el Delito (en inglés: United Nations Office on Drugs and Crime).
También es defensora de Transatlantic Partners Against Aids, que trata de aumentar la conciencia sobre el SIDA en Rusia y Ucrania. Asimismo, es copresidente y fundadora de FilmAid International.
El 2 de diciembre de 2005, fue nombrada embajadora de buena voluntad de las Naciones Unidas. Su atención se ha centrado en las iniciativas contra la trata de seres humanos, la sensibilización acerca de la esclavitud y la promoción sobre cómo combatirla. Como embajadora, Julia ha aparecido como consejera en la Cámara de Representantes de los Estados Unidos, el Comité de Relaciones Internacionales, el Subcomité de África, el Derecho Global Humano y en las Operaciones Internacionales.
Estableció la Alliance to Stop Slavery and End Trafficking – ASSET (en español: Alianza para Detener la Esclavitud y la Trata), la cual fue fundamental para la aprobación de la ley de transparencia de las cadenas de suministro en California.
El 5 de octubre del 2023, la actriz presentó una demanda en contra de Harvey Weinstein por agresión sexual en 1995, así como otra demanda contra Disney y Miramax por daños y perjuicios, y a la Creative Artists Agency (CAA), su antigua agencia de talentos, por no protegerla de la agresión y reducirle el trabajo. Ormond alegó que, tras la agresión de Weinstein, su carrera sufrió considerablemente.

## Filmografía

### Cine
| Año  | Título                             | Dirección               | Papel                     |
| ---- | ---------------------------------- | ----------------------- | ------------------------- |
| 1991 | Young Catherine                    | Michael Anderson        | Catherine                 |
| 1992 | Stalin                             | Ivan Passer             | Nadya                     |
| 1993 | The Baby of Mâcon                  | Peter Greenaway         | La hija                   |
| 1994 | Leyendas de pasión                 | Edward Zwick            | Susannah Fincannon-Ludlow |
| 1994 | Cautivos                           | Angela Pope             | Rachel Clifford           |
| 1994 | Nostradamus                        | Roger Christian         | Marie                     |
| 1995 | Sabrina                            | Sydney Pollack          | Sabrina Fairchild         |
| 1995 | First Knight                       | Jerry Zucker            | Guinevere                 |
| 1997 | Smila: misterio en la nieve        | Bille August            | Smilla Jaspersen          |
| 1999 | El barbero de Siberia              | Nikita Mikhalkov        | Dzheyn                    |
| 1999 | Rebelión en la granja              | John Stephenson         | Jessie (voz)              |
| 2000 | The Prime Gig                      | Gregory Mosher          | Caitlin Carlson           |
| 2001 | Varian's War                       | Lionel Chetwynd         | Miriam Davenport          |
| 2003 | Resistance                         | Todd Komarnicki         | Claire Daussois           |
| 2004 | Iron Jawed Angels                  | Katja von Garnier       | Inez Millholland          |
| 2006 | Inland Empire                      | David Lynch             | Doris Side                |
| 2007 | Sé quién me mató                   | Chris Sivertson         | Susan Fleming             |
| 2008 | Che                                | Steven Soderbergh       | Lisa Howard               |
| 2008 | El curioso caso de Benjamin Button | David Fincher           | Caroline                  |
| 2008 | Vigilancia extrema                 | Jennifer Chambers Lynch | Elizabeth Anderson        |
| 2008 | La conjura de El Escorial          | Antonio del Real        | Princesa de Éboli         |
| 2008 | Kit Kittredge: An American Girl    | Patricia Rozema         | Margaret Kittredge        |
| 2010 | Temple Grandin                     | Mick Jackson            | Eustacia                  |
| 2010 | The Wronged Man                    | Tom McLoughlin          | Janet Gregory             |
| 2011 | Mi semana con Marilyn              | Simon Curtis            | Vivien Leigh              |
| 2011 | Albatross                          | Niall MacCormick        | Joa                       |
| 2011 | The Green                          | Steven Williford        | Karen                     |
| 2011 | The Music Never Stopped            | Jim Kohlberg            | Dianne Daley              |
| 2012 | Encadenado                         | Jennifer Lynch          | Sarah Fittler             |
| 2013 | Exploding Sun                      | Michael Robison         | Joan Elias                |
| 2013 | The East                           | Zal Batmanglij          | Paige Williams            |
| 2017 | Tour de Pharmacy                   | Jake Szymansk           | Adriana Baton             |
| 2017 | Rememory                           | Mark Palansky           | Carolyn Dunn              |
| 2018 | Ladies in Black                    | Bruce Beresford         | Magda                     |
| 2020 | Reunion                            | Jake Mahaffy            | Ivy                       |
| 2020 | Son of the South                   | Barry Alexander Brown   | Virginia Durr             |

### Televisión
| Año       | Título                         | Papel                       | Notas                   |
| --------- | ------------------------------ | --------------------------- | ----------------------- |
| 1989      | Capital City                   | Alison                      | episodio "Rainforest"   |
| 1989      | Traffik                        | Caroline Lithgow            | 4 episodios - miniserie |
| 1990      | Ruth Rendell Mysteries         | Nora Fanshawe               | 3 episodios             |
| 2005      | Beach Girls                    | Stevie Moore                | miniserie               |
| 2008-2009 | CSI: New York                  | Det. Insp. Gillian Whitford | 3 episodios             |
| 2010      | Nurse Jackie                   | Sarah Khouri                | 3 episodios             |
| 2011      | Law & Order: Criminal Intent   | Dra. Paula Gyson            | 7 episodios             |
| 2012-2015 | Mad Men                        | Marie Calvet                | 5 episodios             |
| 2013-2014 | Witches of East End            | Joanna Beauchamp            | 23 episodios            |
| 2016-2017 | Incorporated                   | Elizabeth Krauss            | 10 episodios            |
| 2017      | Howards End                    | Ruth Wilcox                 | miniserie               |
| 2018      | Forever                        | Marisol                     | 2 episodios             |
| 2019      | Gold Digger                    | Julia Day                   | 6 episodios             |
| 2020-2021 | The Walking Dead: World Beyond | Elizabeth Kublek            | 11 episodios            |

### Producción
| Año  | Título             | Notas                            |
| ---- | ------------------ | -------------------------------- |
| 2009 | Playground         | documental - productora asociada |
| 1996 | Calling the Ghosts | documental - productora          |

### Teatro
| Año  | Obra   | Personaje | Director (a)     | Teatro            | Notas                             |
| ---- | ------ | --------- | ---------------- | ----------------- | --------------------------------- |
| 1989 | Treats | -         | Geraldine McEwan | Hampstead Theatre | junto a Tom Conti & Peter Capaldi |

## Premios y nominaciones
| Año  | Categoría                                                                                       | Premio                    | Serie/Película                     | Resultado |
| ---- | ----------------------------------------------------------------------------------------------- | ------------------------- | ---------------------------------- | --------- |
| 2012 | Outstanding Guest Actress in a Drama Series                                                     | Primetime Emmy Award      | Mad Men                            | Nominada  |
| 2011 | Best Ensemble Cast (junto a Michelle Williams, Eddie Redmayne, Kenneth Branagh & Emma Watson)   | Capri Ensemble Cast Award | My Week with Marilyn               | Ganadora  |
| 2011 | Outstanding Television Feature Film (junto a Claire Danes, Catherine O'Hara & David Strathairn) | Bronze Wrangler Award     | Temple Grandin                     | Ganadora  |
| 2011 | Outstanding Performance by a Female Actor in a Television Movie or Miniseries                   | Screen Actors Guild Award | Temple Grandin                     | Nominada  |
| 2010 | Outstanding Supporting Actress in a Miniseries or Movie                                         | Primetime Emmy Award      | Temple Grandin                     | Ganadora  |
| 2009 | Outstanding Performance by a Cast in a Motion Picture (junto a Brad Pitt & Cate Blanchett)      | Screen Actors Guild Award | El curioso caso de Benjamin Button | Nominada  |
| 2009 | Best Acting Ensemble (junto a Brad Pitt, Cate Blanchett & Tilda Swinton)                        | Critics Choice Award      | El curioso caso de Benjamin Button | Nominada  |
| 2008 | Worst Supporting Actress                                                                        | Razzie Award              | I Know Who Killed Me               | Nominada  |
| 2006 | -                                                                                               | Camerimage Award          | -                                  | Ganadora  |
| 2002 | Best Performance by an Actress in a Supporting Role in a Miniseries for Television              | Golden Satellite Award    | Varian's War                       | Ganadora  |
| 1997 | International Informational Special or Series (junto a Maury Solomon & Thomas Halaczinsky)      | CableACE Award            | Calling the Ghosts                 | Ganadora  |
| 1995 | Female Star of Tomorrow                                                                         | ShoWest Award             | -                                  | Ganadora  |
| 1992 | Best Performance by an Actress in a Leading Role in a Dramatic Program or Mini-Series           | Gemini Award              | Young Catherine                    | Nominada  |